# Babylon (film 2022)
Babylon è un film del 2022 sceneggiato e diretto da Damien Chazelle.
Ha ricevuto numerose candidature per diversi premi tra i quali anche gli Oscar per la colonna sonora originale (a opera di Justin Hurwitz, vincitore del Golden Globe), la scenografia e i costumi.

## Trama
Nella Los Angeles del 1926, l'immigrato messicano Manuel Torres aiuta a trasportare un elefante a un baccanale dissoluto, alimentato dalla droga, nella villa di un dirigente dei Kinoscope Studios, Don Wallach. Poco dopo esser arrivato, si invaghisce di Nellie LaRoy, una sfacciata, ambiziosa e aspirante diva del New Jersey che tenta di imbucarsi all'evento; mentre sniffano cocaina insieme, i due si rivelano il desiderio in comune di far parte di qualcosa di più grande. A un certo punto, l'elefante viene fatto camminare in mezzo alla festa distraendo i partecipanti, così Manuel aiuta gli organizzatori a portare via la giovane attrice Jane Thornton, in fin di vita a causa delle lesioni vaginali inflitte, durante un atto di urofilia, dall'attore obeso Orville Pickwick. All'orgia partecipano anche la cantante lesbica sino-americana di cabaret Lady Fay Zhu e il trombettista jazz afroamericano Sidney Palmer. Nellie, che balla in modo provocante, viene notata e rapidamente reclutata da Bob Levine, maggiordomo di Wallach, per sostituire Jane in un film della Kinoscope; Manuel fa amicizia con Jack Conrad, benevolo ma donnaiolo e alcolista divo del cinema, e lo accompagna a casa una volta ubriaco.
Il giorno seguente, Manuel e Jack si recano sul set di un film in costume medievale, in cui è impegnato il celebre attore. Questi, per riconoscenza, aiuta Manuel a ottenere lavori da assistente alla regia, come trovare una nuova cinepresa per girare una scena all'aperto, con Jack come protagonista prima del tramonto; così facendo, Manuel scala i ranghi dello studio. Nellie diventa rapidamente una star, seguita dalla giornalista di pettegolezzi Elinor St. John, che segue anche la carriera di Jack. Su incarico di questi, Manuel, nell'ottobre del 1927, si reca alla première del primo film sonoro di sempre, Il cantante di jazz a New York, cercando nuove idee per la casa di produzione. Lì incontra Nellie, con la quale ricorda la vita prima della fama e alla quale confessa il suo amore, non ricambiato. Amareggiato, entra così nella sala di proiezione solo alla fine della pellicola, quando cominciano i titoli di coda e il pubblico applaude entusiasta. Manuel telefona subito a Jack per dirgli che, con l'avvento del sonoro, tutto sta per cambiare.
Mentre il cinema sonoro sostituisce il muto alla fine degli anni '20, Manuel rinnega le sue origini messicane definendosi spagnolo, cambia il suo nome in Manny e si adatta abilmente ai cambiamenti tecnici, finendo per ottenere prestigiosi incarichi di produzione esecutiva. Nellie invece fatica a superare le esigenze del nuovo corso della settima arte (nuova definizione del cinema), tanto che, alzando la voce durante una ripresa, fa saltare le valvole di uno studio di registrazione; inoltre, aumenta ulteriormente l'uso di droghe e il gioco d'azzardo, macchiando la sua reputazione nonostante l'assistenza di Manny. Nellie, la cui madre è ricoverata in un istituto, a una festa sente alcuni uomini parlare male di lei e, furibonda, spinge il padre ubriaco, in quanto inetto e approfittatore manager d'azienda, a combattere pubblicamente contro un serpente a sonagli in mezzo al deserto, di notte, come lui stesso racconta di aver già fatto; l'uomo però sviene sul più bello e così lei decide di sostituirlo nella sfida, ma viene subito morsa al collo dall'animale; Fay, tra i presenti alla scena, uccide il serpente e succhia via il veleno da Nellie, che la bacia appassionatamente. Mentre è alle prese con la nuova moglie Estelle e con i flop dei suoi primi film sonori, dovuti anche a un tono di voce che scatena l'ilarità del pubblico, Jack è sconvolto dalla notizia che il suo amico/produttore di lunga data, nonché suo scopritore, George Munn, si è suicidato dopo l’ennesima rottura con l’ultima fidanzata.
Nel 1932, Jack comincia a percepire che la sua popolarità è diminuita, ma continua a lavorare in film MGM a basso costo. Nel frattempo, Sidney, su intuizione di Manny, ha ottenuto un ruolo da protagonista in un film musicale e una propria orchestra afroamericana, ma si offende quando i dirigenti dello studio convincono il messicano a chiedergli di usare il trucco per scurire ulteriormente la pelle, in modo da assomigliare maggiormente agli altri membri della band ed entrare in empatia col pubblico del Sud. Al termine del film, Sidney abbandona il mondo del cinema. Mentre Hollywood diventa meno libertina a causa del codice Hays, i dirigenti dicono a Manny di licenziare Fay, divenuta intanto scrittrice di titoli del Kinoscope, a causa di una presunta relazione lesbica con Nellie. Elinor e Manny tentano di rinnovare l'immagine di quest'ultima e di ingraziarsela nell'alta società hollywoodiana, ma, a una festa, l'attrice perde presto la pazienza, si scaglia contro lo snobismo della borghesia e infine vomita sull'organizzatore dell'evento.
Il declino di Jack viene raccontato da Elinor su una rivista del settore; lui la affronta e lei, in tutta onestà, gli spiega che la sua stella si è effettivamente affievolita, ma che resterà per sempre immortalata nei film ai quali ha preso parte. Nel frattempo, l'eccentrico gangster James McKay minaccia di morte Nellie per i suoi ingenti debiti di gioco. Manny inizialmente rifiuta le richieste di aiuto della ragazza, ma in seguito si procura dei fondi dal pusher/aspirante attore "il Conte", presente sul set, e va a trovare James per saldare il debito di Nellie. Il messicano va nel panico quando scopre che i soldi sono falsi, fatti dal suo stesso attrezzista per le scene dei film. Subito dopo, James invita gli uomini in un luogo di ritrovo sotterraneo per feste dissolute, vaneggiando di potenziali idee cinematografiche per futuri film. Quando anche James si accorge che il denaro è falso, tenta di uccidere Manny e "il Conte", ma i due riescono a fuggire uccidendo Wilson, lo scagnozzo del gangster.
Manny chiede a Nellie di fuggire con lui in Messico, sposarsi e iniziare una nuova vita insieme. Lei, dopo un'iniziale reticenza, alla fine accetta. Tuttavia, un sicario di James rintraccia Manny mentre prepara i bagagli e uccide "il Conte" e il suo coinquilino. Vedendo il messicano terrorizzato, gli risparmia la vita a condizione che lasci Los Angeles. Nel frattempo Nellie si trova fuori in macchina, in attesa del futuro marito. Dopo averci pensato un po’, rinnega la sua decisione di partire per il Messico e si allontana ballando lungo la strada buia. Jack incontra Fay a una festa in albergo e lei gli rivela la sua partenza per l'Europa. Subito dopo, il divo, sconfortato per la situazione e per essere ormai “passato di moda”, torna nella sua stanza d'albergo e si spara. Nel 1938, alcuni ritagli di giornale svelano la morte di Nellie all'età di 34 anni, uccisa dalla droga, e di Elinor a 76. Sidney è tornato a esibirsi in piccole sale e feste private, lontano dai riflettori.
Nel 1952, Manny, dopo essere fuggito a New York e aver aperto un negozio di radio, torna in California con la moglie e la figlia piccola. Mostra loro l'ingresso dei Kinoscope Studios, poi si reca da solo in un cinema vicino che proietta Cantando sotto la pioggia, film la cui rappresentazione del passaggio dell'industria dal cinema muto a quello parlato lo commuove fino alle lacrime. Segue un'onirica serie di fotogrammi e sequenze che abbracciano un secolo di storia del cinema, tratte da numerose pellicole. Quando l'attenzione torna al film in sala e agli spettatori increduli di ogni sesso, etnia ed età presenti, Manny sorride, dopo essersi lasciato andare a un pianto liberatorio.

## Produzione

### Sviluppo
Nel luglio 2019 è stato annunciato che Damien Chazelle aveva ideato il suo prossimo progetto, un dramma in costume ambientato nell'età d'oro di Hollywood. Lionsgate è stata la prima ad acquisire il progetto, con Emma Stone e Brad Pitt come protagonisti. A novembre, la Paramount Pictures ha acquisito i diritti mondiali del progetto, con Emma Stone e Brad Pitt ancora nei ruoli. Nel dicembre 2020 la Stone è uscita dal progetto a causa di conflitti di programmazione. Pitt ha confermato il suo coinvolgimento nel gennaio 2020.
Nel marzo 2021 Margot Robbie viene confermata come protagonista, rimpiazzando la Stone, con l'aggiunta al cast anche di Jovan Adepo e Diego Calva. A giugno dello stesso anno si uniscono al cast Katherine Waterston, Max Minghella, Flea, Samara Weaving, Rory Scovel, Lukas Haas, Eric Roberts, P.J. Byrne, Damon Gupton, Olivia Wilde, Spike Jonze, Phoebe Tonkin e Tobey Maguire (quest'ultimo è anche produttore esecutivo del film). Due mesi più tardi Jean Smart, Chloe Fineman, Jeff Garlin, Telvin Griffin e Troy Metcalf si uniscono al cast del film.

### Riprese
Le riprese avrebbero dovuto svolgersi in California a metà del 2020 dopo aver ottenuto un credito d'imposta statale che tuttavia è stato posticipato a causa della pandemia di COVID-19, e così il primo ciak è arrivato, invece, il 1º luglio 2021. Le riprese si sono concluse il 21 ottobre 2021.
Il budget della pellicola è stato di 110 milioni di dollari.

## Promozione
Il primo trailer, accompagnato da alcuni character poster, è stato distribuito il 13 settembre 2022; mentre il successivo è stato diffuso il 28 novembre insieme alla locandina.

## Distribuzione
Il film è uscito nelle sale cinematografiche statunitensi il 23 dicembre 2022 (con apertura limitata il giorno prima), mentre in quasi tutto il mondo (Italia compresa) tra il 19 e il 20 gennaio 2023.

### Edizione italiana
L'edizione italiana del film venne curata dalla Eagle Pictures con la supervisione di Rosetta Fortezza, con la direzione del doppiaggio e l'adattamento dei dialoghi curati da Lorenzo Macrì assistito da Monica Simonetti. Il doppiaggio italiano e la sonorizzazione della pellicola, invece, vennero eseguiti dalla Iyuno-SDI Group.

## Accoglienza

### Incassi
Nei primi quattro giorni di programmazione il film ha incassato 5,3 milioni di dollari , al di sotto delle aspettative anche a causa del successo di Avatar - La via dell'acqua. È la peggior apertura di un film negli Stati Uniti sia per Pitt che per Robbie (i cui record negativi precedenti erano costituiti rispettivamente da Una vita al massimo e Amsterdam).
L'incasso finale è di 15658225 $ in patria e 49609221 $ nel resto del mondo, per un totale di 65267446 $, a fronte di un budget di 110 milioni. Il film è dunque stato un flop al cinema.

### Critica
Il film ha una media del 57% di recensioni positive su Rotten Tomatoes. Sul sito Metacritic ha un punteggio di 61/100 basato su 63 recensioni. Il sito Cinematografo gli assegna tre stelle su quattro definendolo "un gioco al massacro, una bulimia di situazioni ingestibili che si fanno epopea, un’epopea dello sguardo, uno smisurato atto d’amore, la volontà di rendere l’imperfezione l’unico codice esistente. Estremo, ardito, Babylon è feroce, goliardico, disperato, complesso. Prendere o lasciare". Anche Comingsoon promuove il film a pieni voti sottolineando che "Chazelle gioca a far saltare in aria la materia formale del cinema e ricomporla come con tanti tasselli di Lego, sboccato e irascibile come un adolescente ribelle che prende l’amore come una questione di vita o di morte". Secondo Mymovies l'unico interesse del regista sembra essere aggiungere piani sequenza ad altri piani sequenza, carrellate ad altre carrellate, limitandosi (in un film volutamente fuori limite per durata, toni, recitazione, trucco) a sovrapporre movimenti su movimenti".

## Riconoscimenti
- 2023 – Premio Oscar
  - Candidatura alla miglior scenografia a Florencia Martin e Anthony Carlino
  - Candidatura ai migliori costumi a Mary Zophres
  - Candidatura alla migliore colonna sonora a Justin Hurwitz
- 2023 – Golden Globe[31]
  - Migliore colonna sonora originale a Justin Hurwitz[32]
  - Candidatura al miglior film commedia o musicale
  - Candidatura al miglior attore in un film commedia o musicale a Diego Calva
  - Candidatura ala migliore attrice in un film commedia o musicale a Margot Robbie
  - Candidatura al miglior attore non protagonista a Brad Pitt
- 2023 – Critics' Choice Awards[33]
  - Miglior scenografia a Florencia Martin e Anthony Carlino
  - Candidatura al miglior film
  - Candidatura al miglior regista a Damien Chazelle
  - Candidatura alla miglior attrice a Margot Robbie
  - Candidatura alla miglior fotografia a Linus Sandgren
  - Candidatura al miglior montaggio a Tom Cross
  - Candidatura ai migliori costumi a Mary Zophres
  - Candidatura alla miglior scenografia a Florencia Martin e Anthony Carlino
  - Candidatura alla miglior colonna sonora a Justin Hurwitz
  - Candidatura al miglior trucco
- 2023 – British Academy Film Awards[34]
  - Miglior scenografia a Florencia Martin e Anthony Carlino
  - Candidatura ai migliori costumi a Mary Zophres
  - Candidatura alla miglior colonna sonora a Justin Hurwitz
- 2023 – Satellite Award[35]
  - Candidatura al miglior attore in un film commedia o musicale a Diego Calva
  - Candidatura alla miglior attrice in un film commedia o musicale a Margot Robbie
  - Candidatura alla miglior attrice non protagonista a Jean Smart
  - Candidatura ai migliori costumi a Mary Zophres
  - Candidatura alla miglior colonna sonora a Justin Hurwitz
  - Candidatura al miglior sonoro a Steve Morrow, Ai-Ling Lee, Mildred Iatrou Morgan e Andy Nelson
  - Candidatura ai migliori effetti visivi a Jay Cooper, Elia Popov, Kevin Martel e Ebrahim Jahromi